# ژورا (شهرستان)

شهرستان ژورا (به فرانسوی: Jura (department)) در ناحیهٔ فرانش-کنته در کشور فرانسه واقع شده‌است.

## نگارخانه

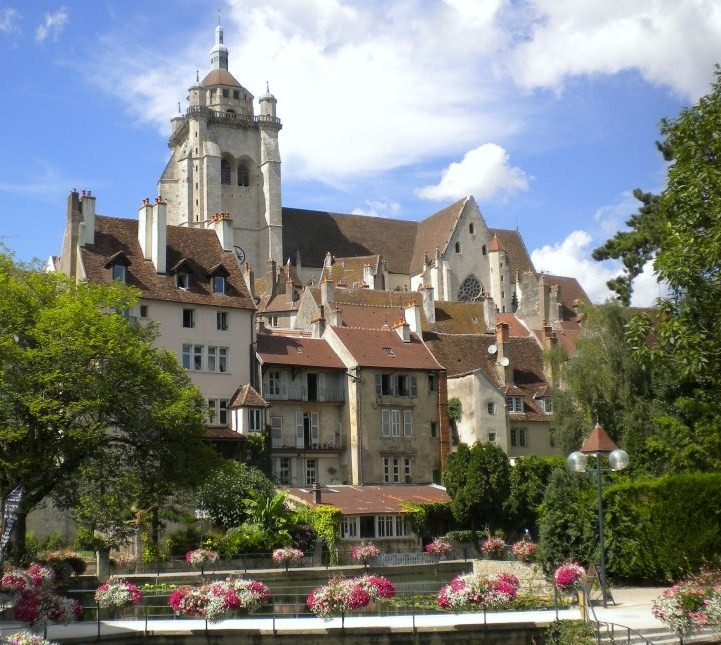
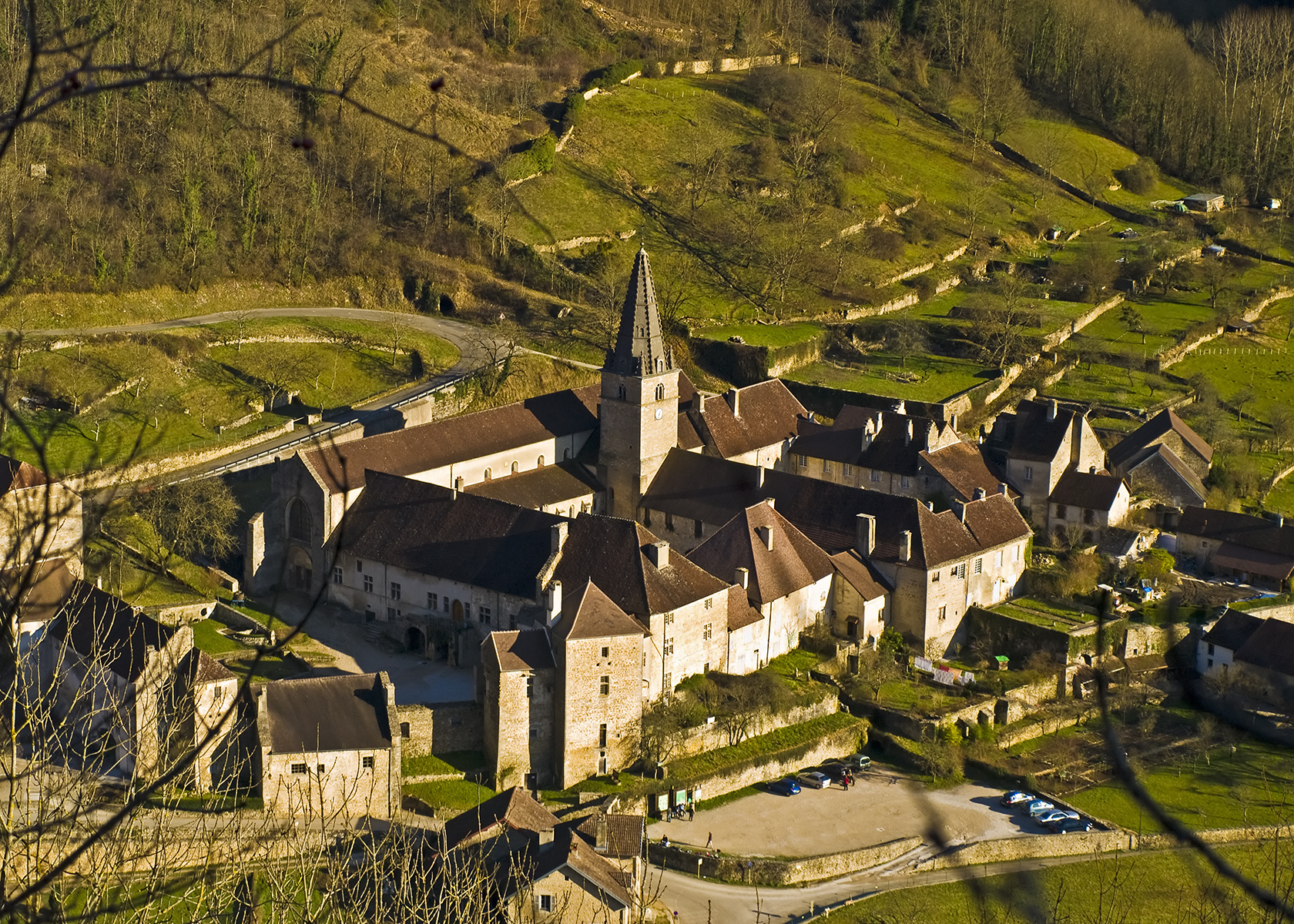
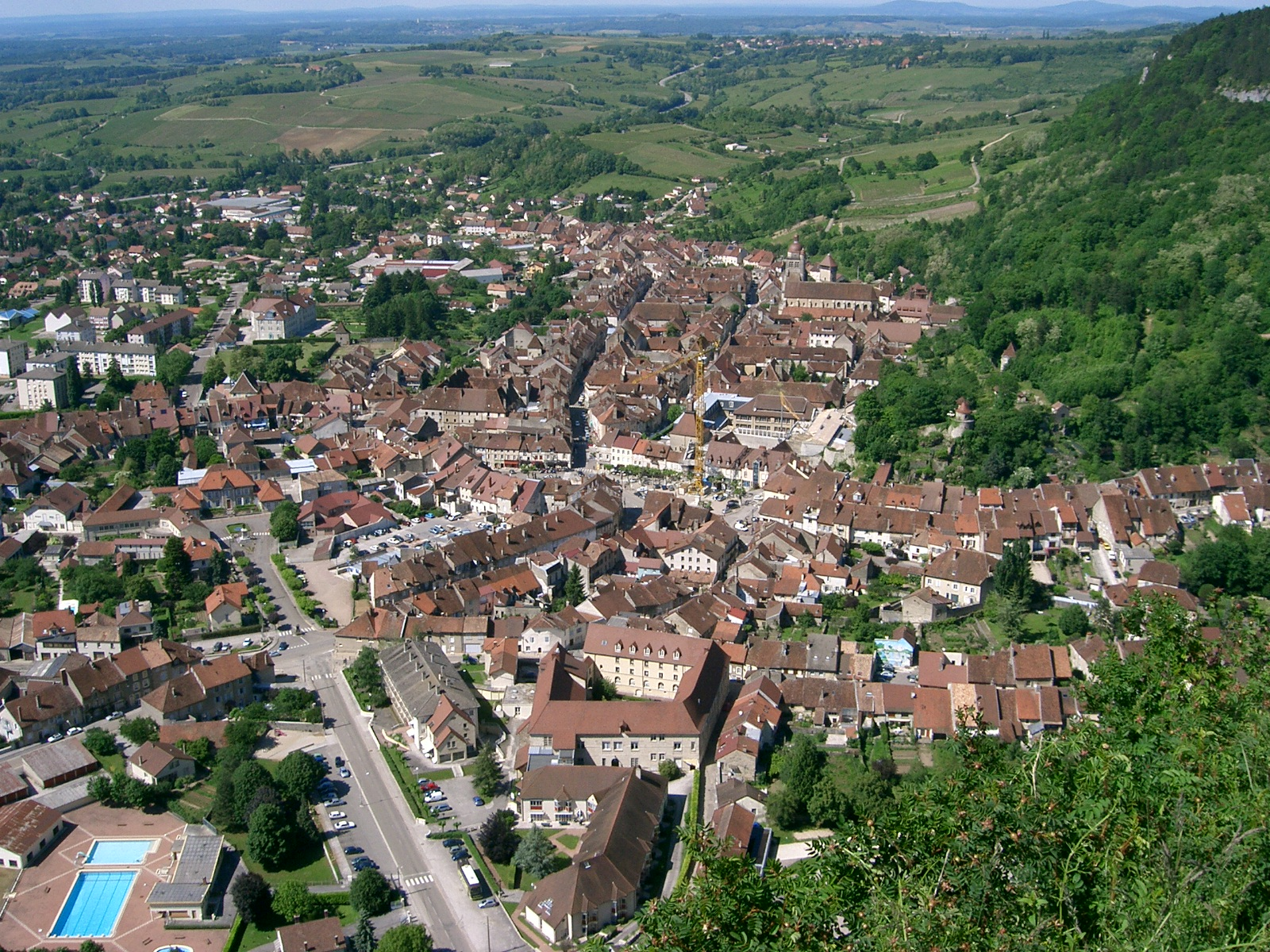
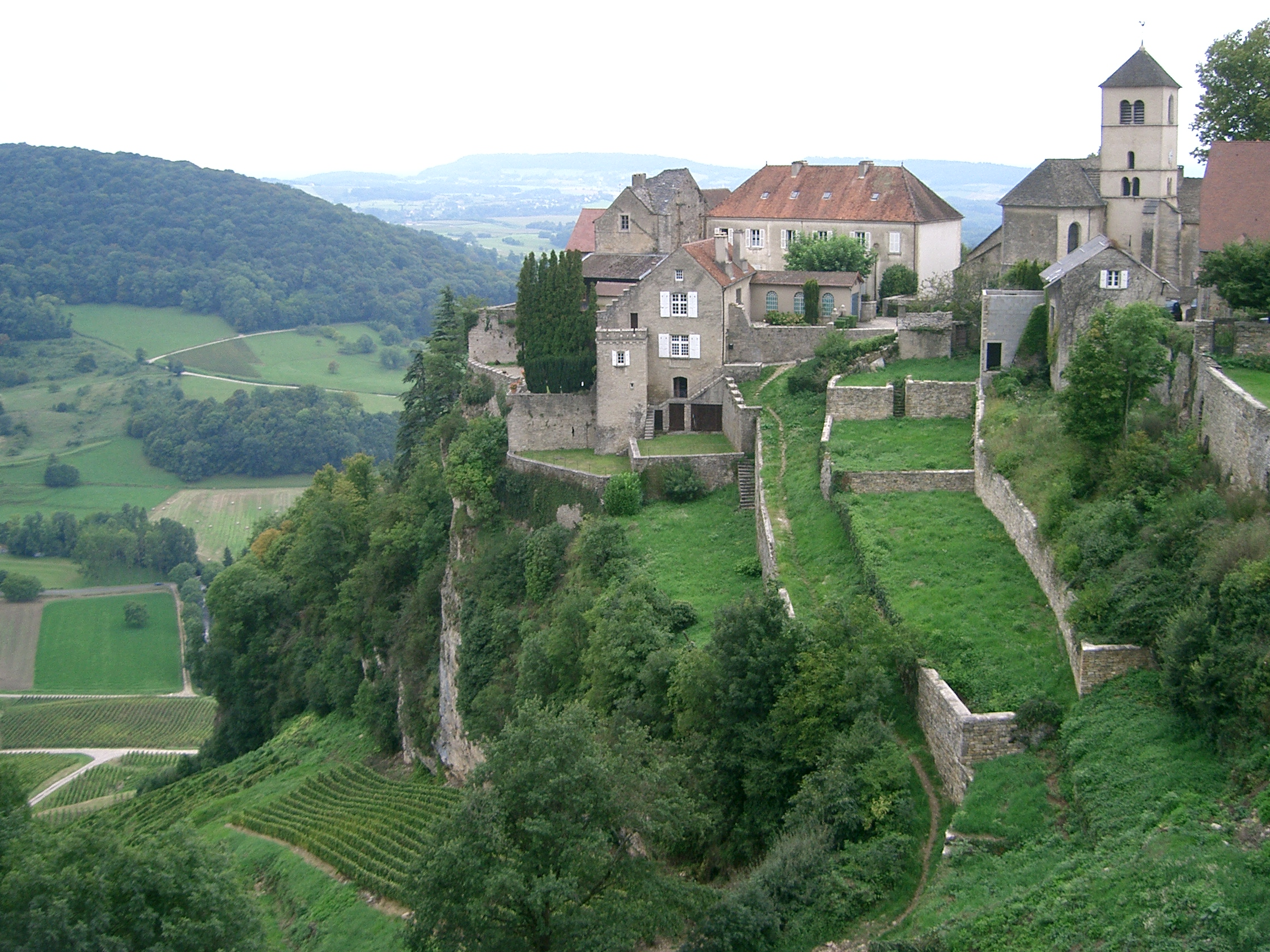
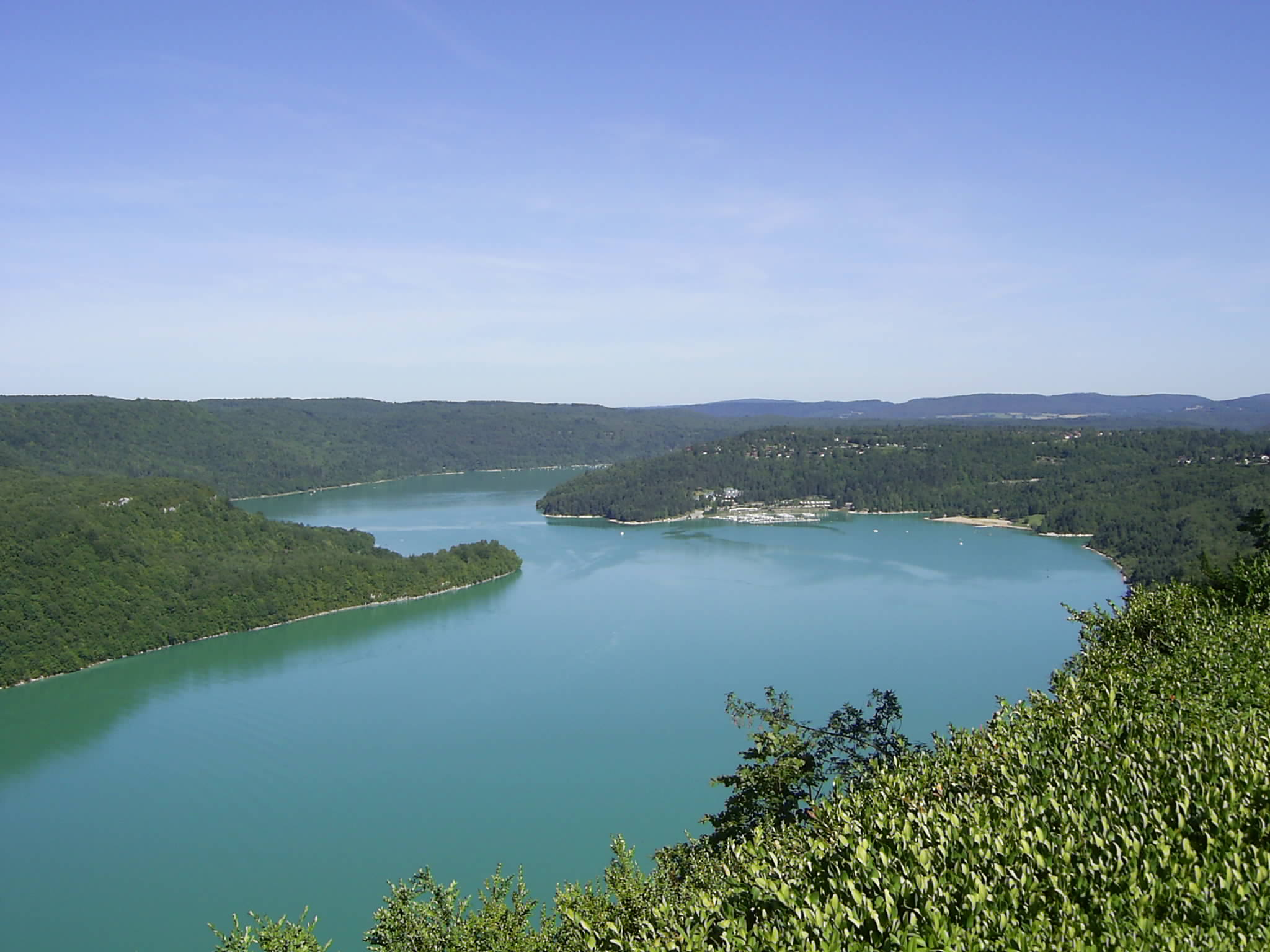